# Вітело
Еразм Ціолек Вітело (пол. Erazmus Ciołek Witelo, бл. 1220 р., Сілезія — бл. 1280) — середньовічний учений, поляк по матері та німець по батькові. Навчався бл.1250 в Сорбонні. Був у дружніх стосунках з Вільгельмом з Мербеке, якому присвятив свою «Оптику» в 10 кн., написану між 1270 і 1278 роками.

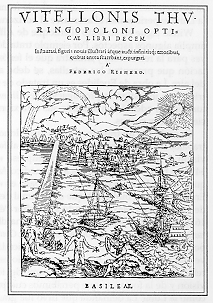
Титульний аркуш «Оптики» Вітело (Базель, 1572)

Цей твір являє собою переробку «Книги оптики» Ібн ал-Хайсама. Основу оптики Вітело становить неоплатонівська метафізика світла; але при цьому він розглядає вивчення світла як засіб введення математичної певності в науку про природу. Експериментальне мистецтво в області оптики досягає у Вітело вельми високого рівня. Займаючись дослідженнями веселки, він сконструював найкращу для свого часу призму для вивчення спектра. Вітело розглядав також естетичне значення окремих кольорів та якостей спостережуваного предмету. Достатньо істотна у Вітело вказівка на значення звички в естетичному сприйнятті, відмінності в моралі людей і в психології народів.
Трактат Вітело істотно вплинув на наступних вчених, аж до Леонардо да Вінчі та Йоганна Кеплера. Так, перший трактат Кеплера з оптики називається «Доповнення до Вітеллія» (виданий 1604 року).

## Пам'ять
На честь Еразма Ціолека Вітело 1935 року названий кратер на видимому боці Місяця.